# 231307 Peterfalk
231307 Peterfalk este o planetă minoră (asteroid) din centura de asteroizi. A fost descoperită pe 28 ianuarie 2006 la Nogales de Jean-Claude Merlin⁠(d) și a fost numită după Peter Falk. 
Obiectul prezintă o orbită caracterizată de o semiaxă mare de 2,8679781667262 UAi, o excentricitate de 0,08, o înclinație de 1,1 ° în raport cu ecliptica.